# Tố Hữu
Nguyễn Kim Thành, thường được biết đến với bút danh Tố Hữu (4 tháng 10 năm 1920 – 9 tháng 12 năm 2002), là một cố nhà thơ kiêm chính trị gia người Việt Nam.
Ông đã từng giữ các chức vụ quan trọng trong hệ thống chính trị Việt Nam như Ủy viên Bộ Chính trị, Bí thư Ban Chấp hành Trung ương Đảng Cộng sản Việt Nam, Phó Chủ tịch thứ nhất Hội đồng Bộ trưởng (Nay là Phó Thủ tướng thường trực Chính phủ) nước Cộng hòa Xã hội chủ nghĩa Việt Nam.